# شهرستان اوست-دژگوتینسکی
شهرستان اوست-دژگوتینسکی (به لاتین: Ust-Dzhegutinsky District) یک شهرستان در روسیه است که در قره‌چای و چرکس واقع شده‌است.